# Лом (річка)
Лом (фр. Lom) - це річка в Камеруні, найбільша притока Санаги.
Лом бере початок в ЦАР, тече крізь плоскогір'я Адамауа і впадає в Санагу на сході Камеруну. Довжиною Лом 380 км, похил річки 590 м, стік невеликий, від 10 до 42 м3/с, в залежності від пори року.

## Географія
Лом бере початок в ЦАР, на південному сході плоскогір'я Адамауа, на висоті 1200 метрів, за сімдесят кілометрів на схід від міста Мейганга. Через п'ять кілометрів Лом перетинає кордон з Камеруном, територією якого він далі буде текти в напрямку південного заходу. Утворює своїм руслом частину кордону між ЦАР і Камеруном протяжністю 5 км. Найбільше місто, крізь яке тече ріка- це Бетаре-Оя, ширина річки там досягає 100 м. За 23 км до впадіння в Санагу, в Лом впадає його найбільша притока Пангар

## Водосховище Лом-Пангар
Знаходиться на 120 км північніше від найближчого великого міста Бертуа. Розташоване на гідрологічному перехресті: знаходиться на 4 км нижче за течією від злиття Лому і Пангара, і на 13 км вище від злиття Лому і Джерему і утворення річки Санага.

## Гідрологія
Стік річки поблизу Бетаре-Оя в м³/с